# IC 623
IC 623 — галактика типу Sb (компактна витягнута галактика) у сузір'ї Секстант.
Цей об'єкт міститься в оригінальній редакції індексного каталогу.